# Arp 297
Arp 297 (APG 297) é um quarteto de galáxias na constelação de Boötes:
- NGC 5752
- NGC 5753
- NGC 5754
- NGC 5755